# DVD-Audio
El DVD-Audio, también conocido como DVD-A, es un formato de audio de alta definición en DVD. Fue desarrollado por Pioneer y Matsushita, en colaboración con otras empresas. En su momento fue reemplazado por el Blu-ray Audio, el cual también decayó posteriormente.
El DVD-A pertenece a la familia del DVD (aparecido en 1997), que incluye también el DVD-Video (DVD), el DVD-ROM, el DVD-R y el DVD-RAM. 
El DVD-A está dividido en tres grandes zonas: 
1. audio.
2. video (videoclips).
3. datos (textos, como por ejemplo letras de las canciones, biografías de los artistas...; imágenes; etc.).

A estas zonas se accede mediante un menú, por lo que hay que conectar un monitor de televisión.
El DVD-A utiliza la modulación por impulsos codificados (MIC o PCM) para codificar el audio (de forma digital). Admite 6 frecuencias de muestreo: 
- 44,1 kHz y sus múltiplos: 88,2 kHz (44,1 kHz x2) y 176,4 kHz (44,1 kHz x4).
- 48 kHz y sus múltiplos: 96 kHz (48 kHz x2) y 192 kHz (48 kHz x4).

Así mismo, el DVD-A admite audio multicanal, hasta 6 canales de audio dependiendo de la resolución de la cuantificación lineal del DVD-A, que puede ser de 16, 20 o 24 bits.
|                                       | 16, 20 ó 24 bits |          |        |           |         |    |
| 44,1 kHz                              | 48 kHz           | 88,2 kHz | 96 kHz | 176,4 kHz | 192 kHz |    |
| Monoaural (1.0)                       | Sí               | Sí       | Sí     | Sí        | Sí      | Sí |
| Estéreo (2.0)                         | Sí               | Sí       | Sí     | Sí        | Sí      | Sí |
| Estéreo (2.1)                         | Sí               | Sí       | Sí     | Sí        | No      | No |
| Estéreo + mono surround (3.0 ó 3.1)   | Sí               | Sí       | Sí     | Sí        | No      | No |
| Cuadrafónico (4.0 ó 4.1)              | Sí               | Sí       | Sí     | Sí        | No      | No |
| 3-estéreo (3.0 ó 3.1)                 | Sí               | Sí       | Sí     | Sí        | No      | No |
| 3-estéreo + mono surround (4.0 ó 4.1) | Sí               | Sí       | Sí     | Sí        | No      | No |
| Surround (5.0 ó 5.1)                  | Sí               | Sí       | Sí     | Sí        | No      | No |

Los reproductores DVD-A utilizan la técnica SMART (System Managed Audio Resource Technique) para pasar de la reproducción de sonido multicanal a una reproducción estéreo.
Un DVD-A (de diámetro idéntico al CD y al DVD y de aspecto similar) puede ofrecer hasta 622 minutos de música. Esa es su principal ventaja con respecto al Súper Audio CD (74 minutos x capa, máximo 222 minutos en los SACD híbridos) y CD (74 minutos). También su capacidad antipiratería, considerando la producción industrial, pues los DVD-A incluyen una “marca de agua” en su trama de datos.

## Compatibilidad
Para mantener la compatibilidad con los lectores CD convencionales, el DVD-A utiliza discos de doble capa.
1. La capa superior, semitransparente, es leída por un láser con una longitud de onda corta.
2. La capa inferior (que lee un láser con una longitud de onda más larga que alcanza mayor profundidad) contiene la misma información pero codificada de forma que pueda ser leída por un reproductor de CD convencional.

Un DVD-A podrá ser leído por un reproductor de CD y, por ende, por un reproductor DVD universal; sin embargo, un DVD-A no es soportado actualmente (2005) por los lectores DVD-Vídeo. Pese a que la especificación DVD-A es básicamente la misma que la que utiliza el DVD-Vídeo, los sistemas de compresión que utiliza no son compatibles. El DVD-A utiliza Meridian Lossless Packing (MLP) como código canal. Se trata de un tipo de compresión sin pérdidas, es decir, reduce la densidad de datos sin despreciar ninguna información. Esta compresión sin pérdidas lo ha convertido en un formato de alta fidelidad para audio. 
Los discos DVD-Audio V son unos discos similares a los DVD-A (DVD-Audio), pero que contienen además objetos de video (videoclips, entrevistas, etc). El audio del DVD-Audio V ya no está codificado con MLP sino que utilizan el códec AC-3. Estos discos se reproducen en un lector universal o de audio, pero, para ver la información de vídeo, hay que reproducirlo en un DVD-Video.

## Muestreo y relación señal-ruido
La respuesta en frecuencia del DVD-A depende de la frecuencia de muestreo empleada tal y como demuestra el Teorema de muestreo de Nyquist-Shannon. No obstante, los reproductores aplican un filtro pasa bajo que atenúa progresivamente la señal a partir de los 20 kHz, el límite de audición humana. En la práctica, el ancho de banda útil (audible) es el mismo que el del CD-Audio (cuya frecuencia crítica es de 22,05 kHz aunque también filtrado desde los 20 kHz). En ningún caso puede ser comparado por este motivo (la frecuencia de muestreo) con el otro formato con el que compite en alta definición de audio, el SACD, dado que la tecnología empleada es otra: DSD con modelado de ruido.
El rango dinámico teórico que puede alcanzar el DVD-A con cuantificación de 24 bits es de unos 146,24 dB, pero en la práctica es muy difícil que un convertidor exceda una relación señal-ruido de 120 dB. Supera los 98,09 dB teóricos del CD y se iguala en la práctica con el SACD sólo en la banda audible (hasta 20 kHz), dado que la relación señal-ruido del SACD no es constante respecto de la frecuencia, con 120 dB también. 
En todo caso y como formato final de usuario, la mejora audible, excepto por el potencial multicanal, es muy discutible respecto del CD-Audio y se ha probado inexistente respecto del SACD.

## Diferencias audibles respecto de CD-Audio y DVD-Audio
Se han publicado trabajos experimentales rigurosos que concluyen que no existen diferencias audibles entre el formato DVD-Audio y el tradicional soporte de audio digital CD-Audio (PCM 16 bits;44100 muestras/s). Estos ensayos se refieren únicamente a material musical estéreo ya que el CD-Audio no permite registrar material sonoro multicanal.
También se ha probado indistinguible de su competidor DSD de "alta resolución" SACD.
Cualquier afirmación sobre las virtudes audibles de estos formatos de "alta definición" respecto del CD-Audio no son sino mitos audiófilos o mensajes de mercadotecnia que pretenden promocionar la nueva producción de grabaciones o reproductores con afirmaciones que nunca están avaladas por pruebas estadísticas rigurosas, de metodología doble-ciego, con muestras significativas y, sobre todo, independientes.